# Braunrötlicher Spitzdeckenbock

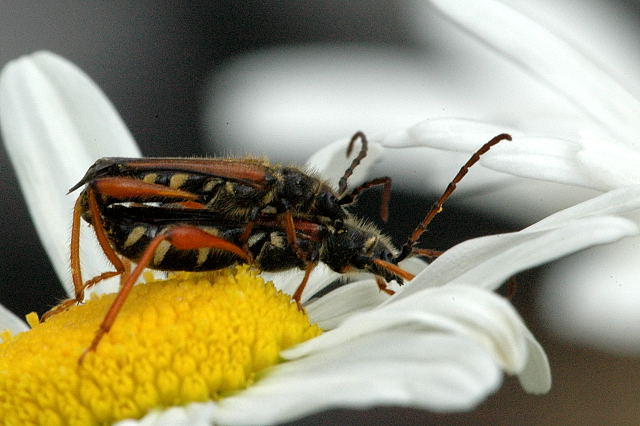
Paarung

Der Braunrötliche Spitzdeckenbock (Stenopterus rufus) ist ein Vertreter der Familie der Bockkäfer (Cerambycidae).

## Merkmale
Die Käfer werden etwa 8 bis 16 Millimeter lang. Kopf und Brust des Käfers sind schwarz gefärbt. Der Hinterleib weist eine schwarze Grundfärbung auf und besitzt helle Flecke. Die Schenkel der Vorderbeine sind deutlich schwarz gekeult, während die Schenkel der rot gefärbten Hinterbeine stark verdickt sind. Die Deckflügel setzen an den Schultern breit an und laufen schmal aus, wobei die Enden auseinanderzeigen. Die Art ist wärmeliebend und eher selten.

### Unterarten
- Stenopterus rufus geniculatus (Kraatz, 1863)[1]
- Stenopterus rufus rufus (Linnaeus, 1767)[2]

### Ähnliche Arten
- Stenopterus flavicornis Der Halsschild dieser Art zeigt zwei glatte Schwielen und die Beine sind völlig rotbraun gefärbt.

## Verbreitung
Die Käferart kommt in Mittel- und Südeuropa vor. Sie fehlt in Fennoskandinavien, auf den Britischen Inseln und in Nordafrika.

## Lebensweise
Den Braunrötlichen Spitzdeckenbock findet man von Mai bis August auf Blüten von Doldenblütlern wie Schafgarbe oder Wilder Möhre an wärmeren Standorten. Die Larven entwickeln sich in abgestorbenen Ästen von Laubbäumen wie Robinie, Walnuss und Eiche. Die Weibchen legen die Eier einzeln in Ritzen abgestorbener Bäume, damit die Larven unabhängig voneinander eigene Gänge in das Holz fressen können. Die Entwicklung dauert bis in den Herbst. Im Frühling verpuppt sich die Larve im Holz. Verschiedene Schlupfwespenarten wie Xorides fuligator, Dolichomitus mesocentrus oder Coleocentrus excitator können an den Larven parasitieren.
Rote Liste Sachsen: 3 (gefährdet)